# Šuva Jisra'el
Šuva Jisra'el (hebrejsky שובה ישראל‎, v anglickém přepise Shuva Israel) je instituce sdružující síť ješiv – vzdělávacích zařízení pro studium Tóry, aktivní zejména v Izraeli a ve Spojených státech.
Zakladatelem organizace je rabi Jošijahu Josef Pinto, který také zastává funkci rabína celé komunity. Hlavní sídlo organizace je v kancelářích na 58. ulici na Manhattanu v New Yorku.
Shuva Israel také udržuje vlastní zpravodajský server.

## Ješivy a workshopy
Řetězec škol zahrnují zejména ješivu a speciální domy ve městech Aškelon, Tel Aviv a Ašdod v Izraeli. Ve Spojených státech pak zařízení na Manhattanu, včetně hlavní kanceláře, v Brooklynu a Queens v New Yorku, stejně jako v Miami na Floridě a v Los Angeles.
Specializovaný dům (בית תמחוי‎ / bejt temchoj) v Ašdodu denně rozdává potřebným v jižní oblasti přes 3 500 teplých jídel.